# Johannes Ludwig (Architekt, 1904)

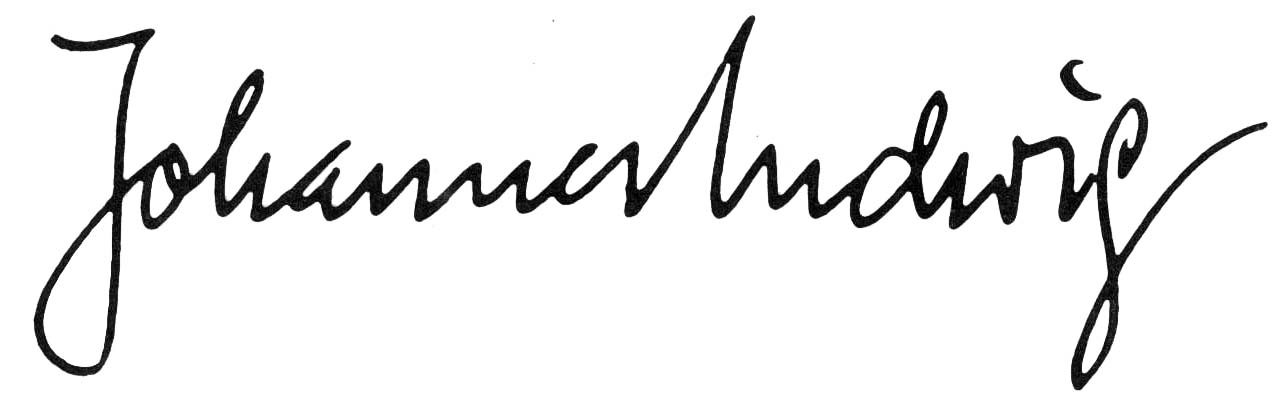
Unterschrift Prof. Johannes Ludwig

Johannes Ludwig (* 18. Juni 1904 in Düsseldorf; † 1996) war ein deutscher Architekt und Hochschullehrer. Er war von 1957 bis 1973 Professor an der Technischen Hochschule München sowie langjähriger Direktor der Abteilung Bildende Kunst der Bayerischen Akademie der Schönen Künste.

## Leben und Wirken
Johannes Ludwig wurde geboren als Sohn des österreichischen Architekten Alois Ludwig (1872–1969) und dessen Ehefrau, der Prager Fabrikantentochter Klara Margarete Wanniek. In seiner Jugend prägten ihn stark die noch weitgehend intakte, archaische Einheit der Südtiroler Bau- und Kulturlandschaft, da die Ludwigs nach dem Ersten Weltkrieg von München nach Meran zogen und dort das Obst- und Weingut Salgart bewirtschafteten. Aufgrund seiner frühen Begeisterung für den Schiffbau ging er als Praktikant zu den Werften Bremer Vulkan und Blohm & Voss, ab 1924 studierte er Architektur an der Technischen Hochschule München bei Theodor Fischer, legte ein Gastsemester bei Clemens Holzmeister an der Kunstakademie Düsseldorf ein und schloss das Studium mit der Diplom-Hauptprüfung bei German Bestelmeyer in München ab. Von 1926 bis 1927 war er Mitarbeiter im Architekturbüro Amon & Fingerle in Bozen, bevor er 1929 von Clemens Holzmeister als Assistent an die Kunstakademie Düsseldorf berufen wurde, an der er Holzmeister in seinen Vorlesungen und Korrekturen oft vertrat. Von 1931 bis 1935 arbeitete Ludwig als freier Architekt in Meran, danach im Büro seines Onkels, des Architekten Gustav Ludwig in München. In der zweiten Hälfte des Zweiten Weltkriegs war er zusammen mit Josef Wiedemann am Ausbau der Stadt Linz und am Linzer Wohnungsbau-Programm unter Roderich Fick beteiligt, außerdem von 1937 bis 1957 als freier Architekt in München, Trostberg und Mühldorf am Inn tätig.
1955 wurde Ludwig auf den Lehrstuhl für Städtebau und Landesplanung an der Technischen Hochschule Wien und 1957 als Nachfolger von Hans Döllgast als ordentlicher Professor für Architekturzeichnen und Raumkunst an die Technische Hochschule München berufen. 1969 bis 1983 war er zudem Direktor der Abteilung Bildende Kunst der Bayerischen Akademie der Schönen Künste. 1973 wurde er emeritiert.
Ludwigs Architekturauffassung wurde insbesondere durch seinen frühen Kontakt zu Gunnar Asplund und zur jungen skandinavischen Architektengeneration stark beeinflusst, die ihn, auch bei dem Besuch der großen Stockholmer Werkbundausstellung 1930, wie ihresgleichen aufnahmen. Darunter waren Sven Markelius, Uno Åhrén, Nils Einar Eriksson, Eskil Sundahl und Olof Thunström. 1934 heiratete er die Schwedin Elisabeth Lindström aus Stockholm. Aus der Ehe gingen die Kinder Gunilla, Thomas und Christian hervor. Seine ersten Nachkriegsveröffentlichungen mit Rudolf Pfister in der Zeitschrift Baumeister über Gunnar Asplund und seine zahlreichen Skandinavien-Exkursionen begeisterten viele Studenten, prägten nachhaltig die Münchner Architektenszene und sicherten maßgeblich den skandinavischen Architektureinfluss in Süddeutschland.
Ludwig verband mit vielen seiner ehemaligen Studenten ein langjähriges freundschaftliches Verhältnis. Sein Lehrstuhl bildete zusammen mit denen der befreundeten Professoren Josef Wiedemann und Franz Hart das Zentrum der stark handwerklich geprägten Münchner Nachkriegsmoderne, deren Einfluss und Bedeutung sein Nachfolger Friedrich Kurrent einmal salopp als Münchner Dreigestirn bezeichnete.

## Bauten und Entwürfe (Auswahl)
- 1928–1941: GEWOFAG-Siedlung Neuhausen in München (mit Hans Döllgast, Franz Ruf und Sep Ruf)
- 1945–1955: Evangelische Kirche in Mühldorf
- 1949–1951: Schule in Winhöring
- 1952–1954: Situlischule in München-Freimann (mit Franz Ruf)
- 1953–1954: Johanneskirche in Bruckmühl (sowie 1962 die Erweiterung des Pfarr- und Gemeindehauses)
- 1953–1956: Paul-Gerhardt-Kirche in München-Laim
- 1954–1956: Wohnhochhäuser in der Parkwohnanlage München-Bogenhausen (mit Franz Ruf)
- 1957–1960: Predigerseminar in Pullach
- 1958–1959: Evangelisch-lutherische Erlöserkirche in Bogen
- 1960–1963: Jugendzentrum Frankenhof in Erlangen (mit Werner Wirsing)
- 1961: Mittelschule an der Stuntzstraße in der Parkstadt Bogenhausen in München
- 1959–1967: Wiederaufbau der Antikensammlung am Königsplatz in München
- 1960: Innenhof und Senatstrakt der Technischen Hochschule München

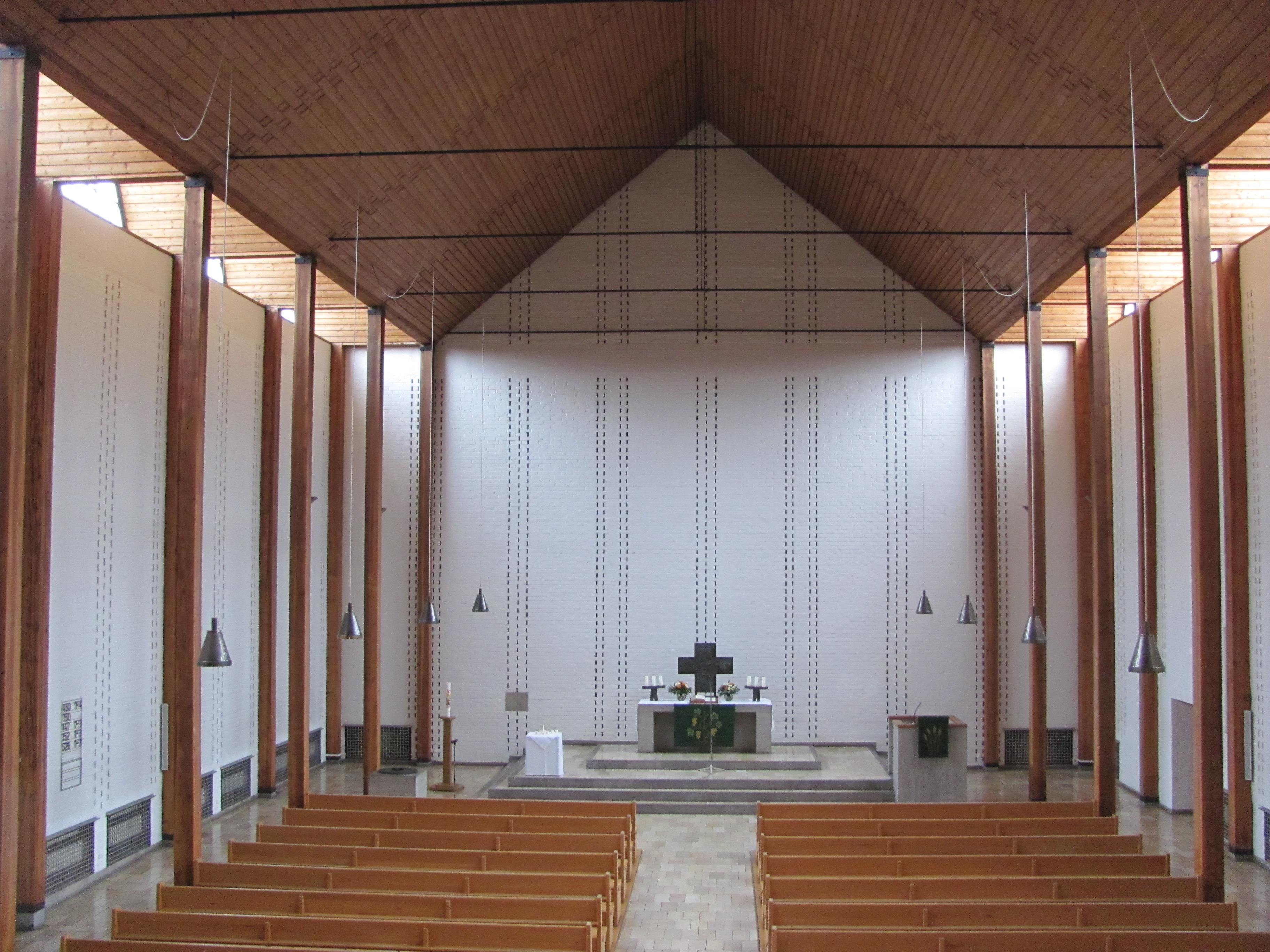
Christuskirche in Hanau, Innenraum

- 1960–1963: Christuskirche in Hanau
- 1961–1964: Versöhnungskirche in Straubing
- 1965–1968: Aufstockung des Mittelbaus der Technischen Hochschule München an der Arcisstraße
- 1965–1966: St.-Markus-Kirche mit Pfarr- und Gemeindehaus in Coburg (mit Heiko Folkerts, Jakob Adlhart und Franz Riepl)
- 1965–1973: Wohnanlage Mollau in München-Obersendling (mit Helmut von Werz und Johann-Christoph Ottow)
- 1970er Jahre: Wohnanlage mit drei hofartigen Freiräumen an der Konrad-Celtis-Straße in München-Mittersendling (mit Gartenarchitekt Ludwig Roemer)
- 1966–1967: Versöhnungskirche mit Gemeindesaal in Garching an der Alz (mit Heiko Folkerts, Jakob Adlhart und Franz Riepl)
- 1981–1983: Evangelisches Gemeindezentrum in Feldkirchen-Westerham

## Auszeichnungen und Preise
- 1967: BDA Preis Bayern für Evangelische Lutherische Gemeindezentrum St. Markus am Judenberg, Coburg
- 1969: BDA Preis Bayern für Wiederaufbau der Staatlichen Antikensammlung, München

## Mitarbeiter und Schüler
(Quelle: )
Assistenten:
- Michael Gaenssler
- Heiko Folkerts
- Theodor Hugues
- Rüdiger Möller
- Franz Xaver Putschögl
- Franz Riepl
- Othmar Sackmauer
- Volkher Schultz
- Peter Weise

Mitarbeiter:
- Jakob Adlhart
- Peter Braun
- Dietmar Lüling
- Horst Karl Marschall
- Eberhard Schunck
- Sampo Widmann

Schüler:
- Heinz Hilmer
- Christoph Sattler